# Sitio del Fuerte San Felipe (1756)
El asedio del Fuerte de San Felipe, comúnmente conocido en Gran Bretaña como la Caída de Menorca o el Asedio de Menorca, tuvo lugar en 1756 durante la Guerra de los Siete Años.

## El asedio
Una fuerza francesa bajo el mando del  duque de Richelieu llegó a la isla y asedió a la guarnición británica en el  castillo de San Felipe y los obligó a rendirse después de un largo asedio. Una fuerza de ayuda británica bajo el mando del almirante John Byng navegó con el propósito de salvar la isla, pero después de la «batalla naval de Menorca», Byng se retiró a Gibraltar y la resistencia de la guarnición finalmente cedió. Posteriormente, se culpó a Byng por la pérdida de Menorca y fue ejecutado por un pelotón de fusilamiento. Uno de los involucrados en la armada británica en esta operación fue Arthur Phillip, que más tarde fue el primer gobernador de Nueva Gales del Sur.
La resistencia de la guarnición había sido considerada lo suficientemente prolongada y honorable como para que se les permitiera marchar con sus armas y ser enviados de vuelta a su hogar en Gran Bretaña, una convención común en ese momento. Blakeney fue absuelto de cualquier culpa por la pérdida de la isla y, más tarde, fue galardonado con un título nobiliario irlandés en reconocimiento a su defensa de fuerte de San Felipe.

## Consecuencias
Hyacinthe Gaëtan de Lannion fue nombrado primer gobernador francés de Menorca. Un escuadrón naval británico dirigido por  sir Edward Hawke enviado para reemplazar a Byng, llegó cerca de Menorca poco después de la rendición. Como Hawke no tenía suficientes tropas a bordo para   montar un asedio para retomar la isla, partió y navegó por las aguas de Marsella durante tres meses antes de volver a casa. Más tarde fue criticado por no montar un bloqueo de la isla, lo que podría haberla obligado a rendirse por inanición.
Los franceses se mantuvieron en Menorca durante el resto de la guerra, el único territorio británico que  ocuparon, y en el Tratado de París de 1763 fue devuelta a Gran Bretaña a cambio de Guadalupe. Menorca, fue capturada a los británicos en 1782 por los españoles, en la Toma de Menorca (1782) durante la Guerra anglo-española, siendo cedida a España en el Tratado de París (1783)